# BrzydUla
BrzydUla – polski serial obyczajowo-komediowy emitowany na antenie TVN od 6 października 2008 do 22 grudnia 2009 oraz ponownie od 5 października 2020 do 26 maja 2022 na antenie TVN 7. Pierwsze dwie serie oparte były na kolumbijskim oryginale Yo soy Betty, la fea, trzecia jest autorskim pomysłem twórców.
Serial opowiada o losach Uli Cieplak, zaniedbanej i zakompleksionej, ponadto pracowitej i inteligentnej ekonomistce, która zostaje zatrudniona w renomowanym domu mody „Febo & Dobrzański”. Mimo nieatrakcyjnego wyglądu swoją pracowitością pnie się po kolejnych szczeblach kariery, jednocześnie skrycie podkochuje się w swoim szefie, Marku Dobrzańskim, prezesie firmy. W trakcie serialu przeistacza się w atrakcyjną i pewną siebie dziewczynę, budzącą podziw otoczenia i szefa. W główne role wcielili się Julia Kamińska i Filip Bobek.
W 2010 serial zdobył Telekamerę w kategorii „adaptacja serialu zagranicznego”, a w 2021 – w kategorii „serial”.

## Fabuła
Brzydula (2008–2009)
Ula Cieplak jest pracowitą, uczciwą, inteligentną i sympatyczną, ale nieatrakcyjną i niezamożną dziewczyną z Rysiowa pod Warszawą, gdzie mieszka z ojcem Józefem i młodszym rodzeństwem, Jaśkiem i Beatką. Zostaje zatrudniona w renomowanym domu mody „Febo & Dobrzański”. Z powodu wyglądu jest obiektem żartów znajomych z pracy oraz współpracowników firmy, ale dzięki przyjaznemu usposobieniu zdobywa serdeczność kilku kolegów i koleżanek z pracy, w tym ochroniarza Władka, kadrowej Ali, bufetowej Eli oraz krawcowej Izy. Profesjonalnym podejściem do pracy stopniowo zjednuje sobie przychylność współpracowników, a po przemianie wyglądu – dokonanej z inicjatywy Pshemko, głównego projektanta F&D – zdobywa uznanie całej firmy.
Szefem Uli jest Marek Dobrzański, prezes i jeden z udziałowców F&D. Zaręczony jest z Pauliną Febo, którą jednak regularnie zdradza z innymi kobietami. Ula, zauroczona w Marku, by pomóc mu w utrzymaniu firmy, zaciąga dwa kredyty oraz zakłada własny biznes wraz ze swoim przyjacielem, Maciejem Szymczykiem.
Z czasem Ula i Marek zbliżają się do siebie, jednak Dobrzański jedynie udaje uczucie do swej asystentki, by zrealizować własne, zawodowe cele. Poznawszy prawdę, Ula rozstaje się z Markiem, a po oskarżeniach o działania na szkodę firmy odchodzi z pracy. By zapomnieć o problemach, wyjeżdża z Warszawy. Podczas pobytu na Mazurach poznaje Piotra Sosnowskiego, z którym się spotyka. W tym czasie Marek zapewnia Paulinę i przyjaciół o prawdziwości uczuć do Uli oraz odwołuje ślub z narzeczoną.
Ula po powrocie do Warszawy zostaje prezesem Febo & Dobrzański, pomimo sprzeciwu Pauliny Febo i jej brata Aleksa, jednego z udziałowców firmy i największego rywala Marka. Podczas pierwszego pokazu mody F&D pod prezesurą Uli Marek wyznaje miłość ukochanej.
Brzydula 2 (2020–2022)
Ula i Marek są 10 lat po ślubie i mają troje dzieci: Kubę, Julię i Antosia. Ula na czas urlopu macierzyńskiego pozostawia firmę Febo & Dobrzański pod kontrolą Marka. Dobrzański po latach nawiązuje współpracę biznesową ze swoją dawną sekretarką, Violettą Kubasińską, która dorobiła się majątku po ślubie z chińskim przedsiębiorcą, Hu Yanem Wu. Ula po latach urlopu wraca do pracy w domu mody F&D, który po zakończeniu współpracy z Pshemko podpisuje kontrakt z duetem projektantów Sławo & Miro. Po powrocie do firmy Ula poznaje Nadię Ulecką, sekretarkę Marka, o którą jest zazdrosna. Dowiedziawszy się, że Marek przygotował pozew rozwodowy, Ula spędza noc z lekarzem domowym, Arturem, co doprowadza do kryzysu w małżeństwie Dobrzańskich.

## Obsada
| Aktor                        | Rola                                    | Lata występowania    |
| ---------------------------- | --------------------------------------- | -------------------- |
| Julia Kamińska               | Urszula Dobrzańska (z domu Cieplak)     | 2008–2009, 2020–2022 |
| Filip Bobek                  | Marek Dobrzański                        | 2008–2009, 2020–2022 |
| Małgorzata Socha             | Violetta Kubasińska-Hu                  | 2008–2009, 2020–2022 |
| Łukasz Garlicki              | Sebastian Olszański                     | 2008–2009, 2020–2022 |
| Krzysztof Czeczot            | Maciej Szymczyk                         | 2008–2009, 2020–2022 |
| Marek Włodarczyk             | Józef Cieplak                           | 2008–2009, 2020–2022 |
| Dorota Pomykała              | Alicja Cieplak (z domu Milewska)        | 2008–2009, 2020–2022 |
| Dominika Kluźniak            | Izabela Gajda                           | 2008–2009, 2020–2022 |
| Mariusz Zaniewski            | Aleksander Febo                         | 2008–2009, 2020–2022 |
| Wacław Warchoł               | Jan Cieplak                             | 2008–2009, 2020–2022 |
| Łukasz Simlat                | Adam Turek                              | 2008–2009, 2020–2022 |
| Monika Fronczek              | Anna Szymczyk                           | 2008–2009, 2020–2022 |
| Katarzyna Zielińska-Jaworska | bufetowa Elżbieta Kołacz                | 2008–2009, 2020–2022 |
| Michał Gadomski              | Władysław Kołacz                        | 2008–2009, 2020–2022 |
| Kalina Janusiak              | Beata Cieplak                           | 2008–2009            |
| Nel Kaczmarek                | Beata Cieplak                           | 2020–2022            |
| Elżbieta Jodłowska           | Janina Dąbrowska, sąsiadka Cieplaków    | 2008–2009, 2020–2022 |
| Szymon Sędrowski             | Bartek Dąbrowski                        | 2009, 2020–2022      |
| Karina Szafrańska            | księgowa Teresa                         | 2008–2009, 2020–2022 |
| Barbara Bystrzejewska        | księgowa Matylda                        | 2008–2009, 2020–2022 |
| Maciej Radel                 | Wojciech Bażant                         | 2009, 2020–2022      |
| Daniel Kasprowicz            | recepcjonista Daniel Raczyński          | 2009, 2020–2022      |
| Elżbieta Romanowska          | Aldona Turek                            | 2009, 2021–2022      |
| Paulina Kondrak              | Bożena Szymczyk                         | 2020–2022            |
| Maria Włodkowska             | Julia Dobrzańska                        | 2020–2022            |
| Jakub Rutkowski              | Jakub Dobrzański                        | 2020–2022            |
| Szymon Gmerek                | Antoni Dobrzański                       | 2020–2021            |
| Wojciech Gmerek              | Antoni Dobrzański                       | 2020–2021            |
| Jakub Jankowski              | Antoni Dobrzański                       | 2022                 |
| Katarzyna Żak                | sprzątaczka Lucyna                      | 2020–2022            |
| Rafał Mohr                   | Mirosław Sopocki „Miro”                 | 2020–2022            |
| Bui Ngoc Hai Nam             | Hu Yan Wu, mąż Violetty                 | 2020–2022            |
| Mayu Gralińska Sakai         | Yu Tian, asystentka Pana Hu             | 2020–2022            |
| Michał Sitarski              | mecenas Feliks Fic                      | 2020–2022            |
| Katarzyna Ankudowicz         | Angelica Kubasińska, siostra Violetty   | 2021–2022            |
| Patryk Pietrzak              | Kryspin Żołędzki                        | 2021–2022            |
| Artur Chamski                | Alan                                    | 2021–2022            |
| Aleksandar Milićević         | Marek Dobrowolski                       | 2021–2022            |
| Misheel Jargalsaikhan        | Yu Pham                                 | 2021–2022            |
| Jacek Braciak                | projektant Wieńczysław „Pshemko” Wycior | 2008–2009            |
| Krzysztof Jasiński           | Krzysztof Dobrzański                    | 2008–2009            |
| Grażyna Strachota            | Helena Dobrzańska                       | 2008–2009            |
| Weronika Książkiewicz        | Klaudia Nowicka                         | 2008–2009            |
| Weronika Asińska             | Kinga Matysiak                          | 2008–2009            |
| Maria Góralczyk              | modelka Domi                            | 2008–2009            |
| Magdalena Łaska              | modelka Pati                            | 2008–2009            |
| Magdalena Mielcarz           | Julia Sławińska                         | 2009                 |
| Maciej Brzoska               | Piotr Sosnowski                         | 2009                 |
| Mateusz Malecki              | Bazyli                                  | 2020                 |
| Magdalena Koleśnik           | Nadia Marczyk                           | 2020                 |
| Karol Pocheć                 | doktor Artur Szczęsny                   | 2020–2021            |
| Marcin Rogacewicz            | Kacper Rudnicki                         | 2020–2021            |
| Maja Hirsch                  | Paulina Febo                            | 2008–2009, 2020–2021 |
| Aleksandra Kisio             | Gośka Poznachowska                      | 2008–2009, 2020–2021 |
| Maria Maj                    | matka Maćka                             | 2008–2009, 2020–2021 |
| Piotr Rogucki                | Sławomir Potocki „Sławo”                | 2020–2021            |
| Piotr Borowski               | Francesco Capone                        | 2021                 |
| Agata Turkot                 | Natalia Kotkowska                       | 2021                 |
| Paulina Klimaszewska         | Dorota Wróbel                           | 2008–2009, 2021–2022 |
| Sandra Kościelniak           | Ewa Wróbel                              | 2021–2022            |

| Bohaterowie serialu BrzydUla |
| --- |
| Urszula Dobrzańska z domu Cieplak (Julia Kamińska) – młoda kobieta z podwarszawskiej wioski Rysiów. Ukończyła z wyróżnieniem studia ekonomiczne w Szkole Głównej Handlowej oraz szereg kursów. Biegle komunikuje się w językach angielskim i niemieckim, ponadto zna podstawy języków rosyjskiego, francuskiego i hiszpańskiego. Odbyła staż w dziale analiz finansowych w banku. Osoba skromna, uczciwa i pracowita, ale niezbyt urodziwa – nosi szpecące okulary, aparat na zębach i niemodne ubrania. Zostaje zatrudniona w firmie Febo & Dobrzański jako sekretarka Marka Dobrzańskiego, po jego awansie na prezesa firmy zostaje jego asystentką, a następnie zostaje dyrektorem finansowym F&D. Podkochuje się w Dobrzańskim, ostatecznie zostają parą i zakładają rodzinę; mają troje dzieci: Kubę, Julię i Antosia. Po latach urlopu macierzyńskiego powraca do pracy, jest zazdrosna o Nadię, asystentkę Marka. Będąc pewna, że Marka ją zdradza i wniósł pozew o rozwód, spędza noc z Arturem Szczęsnym, co doprowadza do kryzysu w ich małżeństwie. Marek Dobrzański (Filip Bobek) – dyrektor do spraw promocji Febo & Dobrzański, następnie prezes firmy (przejął stanowisko po ojcu). Bezpośredni przełożony Uli. Niefrasobliwy, przystojny, przebojowy i zamożny lowelas, regularnie zdradza swoją narzeczoną, Paulinę Febo. Początkowo udawał uczucie do Uli, z czasem naprawdę się w niej zakochuje. Zostają parą. Paulina Febo (Maja Hirsch) – narzeczona Marka. Mając 15 lat, straciła rodziców, Francesco i Agnieszkę. Wraz z bratem Aleksem zamieszkała w Polsce. Zajmuje się uzupełnianiem kolekcji o akcesoria w firmie Febo & Dobrzański. Jest piękną i luksusową kobietą, intrygantką, osobą charakterną i zarozumiałą, pozującą na silną i niezależną. Aleksander „Aleks” Febo (Mariusz Zaniewski) – dyrektor finansowy firmy Febo & Dobrzański. Ukończył studia na kierunku finanse i rachunkowość na jednej z włoskich uczelni. Profesjonalista w dziedzinie finansów. Człowiek zimny, chorobliwie ambitny, manipulujący innymi, zarozumiały, cyniczny i odnoszący się do wszystkich z pogardą. Od dzieciństwa rywalizuje z Markiem Dobrzańskim, w dorosłym życiu popada z nim w konflikt, gdy dowiaduje się, że Marek romansował z jego dziewczyną, Julią. Często knuje i działa przeciwko przyszłemu szwagrowi, zarówno przed konkursem na prezesa F&B, jak i po nim. Zamierza odwołać Marka z funkcji prezesa F&D, by przejąć po nim stanowisko, a także chce doprowadzić do rozpadu jego związku z Pauliną. Violetta Kubasińska (Małgorzata Socha) – sekretarka Marka Dobrzańskiego w firmie Febo & Dobrzański. Zdobyła pracę w firmie dzięki znajomości z Pauliną Febo, która zleca jej szpiegowanie Marka. Z pomocą Pauliny kilkukrotnie próbuje zdyskredytować Ulę Cieplak, chcąc pozbawić ją pracy w firmie. Osoba pewna siebie, stanowcza, ale niezbyt błyskotliwa, roztrzepana, podstępna i mściwa. Intrygantka. Cierpi na mitomanię. Znana jest z przekręcania znanych związków frazeologicznych i powiedzeń. Randkowała z Aleksem, Maćkiem i Arturem i była związała się z Sebastianem. Po ślubie z milionerem Hu Yanem Wu nawiązuje współpracę z Dobrzańskim. Mimo sprzeciwu męża, kontynuuje współpracę, nielegalnie dysponując jego majątkiem. Nadia Ulecka (Magdalena Koleśnik) – asystentka Marka w Febo & Dobrzański. Zachowuje zimną krew w sytuacjach kryzysowych. Sebastian Olszański (Łukasz Garlicki) – dyrektor działu HR w firmie Febo & Dobrzański. Przyjaciel Marka Dobrzańskiego. Kobieciarz, ostatecznie związał się z Violettą. Artur Szczęsny (Karol Pocheć) – lekarz rodzinny Dobrzańskich, z którym Ula zdradziła Marka. Hu Yan Wu (Bui Ngoc Hai Nam) – chiński przedsiębiorca, właściciel firmy „Hu Corporation”. Mąż Violi. Yu Tian (Mayu Gralińska Sakai) – asystentka Hu Yana Wu. Adam Turek (Łukasz Simlat) – główny księgowy w firmie Febo & Dobrzański, bezpośrednio podległy Aleksowi. Człowiek małostkowy Alicja Milewska (Dorota Pomykała) – kadrowa w firmie Febo & Dobrzański, sekretarka Sebastiana. Kobieta wielkoduszna i pomocna. Najlepsza przyjaciółka Uli. W młodości była zaręczona z Wojciechem, który zginął w wypadku. Randkowała z Józefem Cieplakiem, pomagają Uli i Markowi w opiece nad dziećmi. Izabela Gajda (Dominika Kluźniak) – krawcowa, główna asystentka Pshemka. Ma męża Leszka. Elżbieta Świętczak (Katarzyna Zielińska) – bufetowa w firmie Febo & Dobrzański, przyjaciółka Uli. Samotnie wychowuje syna, Julka. Spotykała się z Rafałem, którego wcześniej bez powodzenia próbowała zeswatać z Ulą. Związała się z Władkiem. Sławomir „Sławo” Potocki i Mirosław „Miro” Sopocki (Piotr Rogucki i Rafał Mohr) – projektanci w Febo & Dobrzański. Józef Cieplak (Marek Włodarczyk) – ojciec Uli. Miał żonę Magdę, która zmarła, gdy Ula była w liceum. Choruje na serce, przeszedł operację poszerzania naczyń wieńcowych. Randkował z Alicją, sekretarką w firmie Febo & Dobrzański. Jan Cieplak (Wacław Warchoł) – młodszy brat Uli. Spotyka się z Kingą. Pracował jako model, wówczas romansował z modelką Magdą. Beata Cieplak (Kalina Janusiak/Nel Kaczmarek) – młodsza siostra Uli. Spotyka się z Bazylim, z którym rozstaje się, wcześniej niesłusznie oskarżając go o kradzież. Maciej Szymczyk (Krzysztof Czeczot) – sąsiad i przyjaciel Uli. Pracował w pubie „Wersal” w Rysiowie. Związał się z Anią, z którą ma syna. Jest o nią zazdrosny. Anna Banaszyk (Monika Fronczek) – recepcjonistka w F&D, a później asystentka Uli. Kobieta lojalna i ambitna, uczy się języków obcych. Spotykała się z Sebastianem, następnie związała się z Maćkiem, z którym ma syna. Pracowała w firmie u Kacpra Rudnickiego, który napastował ją seksualnie, a następnie pozwał za zniesławienie, gdy ujawniła, że ją molestował. Kacper Rudnicki (Marcin Rogacewicz) – szef Anny Banaszyk. Bożena Szymczyk (Paulina Kondrak) – niezbyt atrakcyjna, ale bystra i zaradna kuzynka Maćka Szymczyka. Zostaje stażystką w F&D u Adama Turka, z którym jest zauroczona. Lucyna (Katarzyna Żak) – sprzątaczka w Febo & Dobrzański. Władysław Kołacz (Michał Gadomski) – ochroniarz w siedzibie Febo & Dobrzański. Związał się z Elą. Wojciech Wycior vel Bażant (Maciej Radel) – syn i asystent Pshemka. Ma 19 lat i przechodzi młodzieńczy bunt. Osoba ambitna, bywa też butna i opryskliwa. Zakochuje się w Violetcie, jednak bez wzajemności. Janina Dąbrowska (Elżbieta Jodłowska) – sąsiadka Cieplaków, matka Barłomieja. Maria Szymczyk (Maria Maj) – matka Maćka, sąsiadka Cieplaków. Małgorzata Poznachowska (Aleksandra Kisio) – przyjaciółka Violi Kubasińskiej. Kurier Marcin (Marek Jasek) – kurier Poczty Polskiej. |

| Dawni bohaterowie serialu BrzydUla (2008–2009) |
| --- |
| Pshemko, właściwie Wieńczysław Wycior (Jacek Braciak) – główny projektant firmy Febo & Dobrzański. Postać o niezwykłej renomie w branży. Homoseksualista. Znany jako ekstrawagancki artysta, ale także osoba humorzasta, kapryśna, apodyktyczna i impulsywna. Krzysztof Dobrzański (Krzysztof Jasiński) – ojciec Marka. Współzałożyciel firmy Febo & Dobrzański (z Franceskiem Febo). Przeszedł operację serca. Helena Dobrzańska (Grażyna Strachota) – żona Krzysztofa, matka Marka. Klaudia Nowicka (Weronika Książkiewicz) – modelka, twarz firmy Febo & Dobrzański. Kochanka Marka. Osoba wyniosła, pewna siebie i nieobliczalna. Dominika „Domi” (Maria Góralczyk) – modelka, rywalka Klaudii. Twarz marki FD Sportivo. Mirabella (Katarzyna Sowińska) – modelka i piosenkarka, dawna kochanka Marka. Julia Sławińska (Magdalena Mielcarz) – specjalistka ds. public relations w firmie Febo & Dobrzański. Koleżanka Marka ze studiów. Dawna dziewczyna Aleksa, którą porzucił, gdy dowiedział się o jej romansie z Markiem. Piotr Sosnowski (Maciej Brzoska) – lekarz kardiolog, pracujący jako recepcjonista na Mazurach. Rozwodnik. Spotykał się z Ulą. Bartłomiej Dąbrowski (Szymon Sędrowski) – były chłopak Uli. Po powrocie z Niemiec chce ponownie uwieść Ulę z pobudek finansowych, tak jak w przeszłości. Nawet szantażował ją. Mieszka w Rysiowie. Kinga Matysiak (Weronika Asińska) – dziewczyna Jaśka. Była też związana z Robsonem. Matysiakowie (Wojciech Asiński i Anita Poddębniak) – rodzice Kingi. Ojciec dziewczyny jest despotą, chce odciąć córkę od kontaktów z Jaśkiem. Robert, znany też jako Robson (Aleks Sosiński) – kolega Jaśka. Był chłopakiem Kingi. Magdalena Belerska (Marta Dobecka) – modelka, koleżanka Jaśka. Wzbudza zazdrość w Kindze, uwiodła Jaśka podczas wyjazdu do RPA. Dariusz Terlecki (Krzysztof Janczar) – wpływowy przedsiębiorca i inwestor, który nawiązał współpracę z firmą Febo & Dobrzański. Ryszard (Robert Wabich) – właściciel pubu, w którym pracował Maciek. Lew Korzyński (Lew Murzenko) – rosyjski przedsiębiorca, przełożony Terleckiego. Podoba mu się Paulina Febo. Michał Kamiński (Wojciech Brzeziński) – kelner w restauracji „Moskwa”. Pomógł Uli i Markowi w sprowadzeniu tanich, ale dobrych jakościowo materiałów potrzebnych do uszycia kolekcji FD Sportivo. Borys (Artur Krajewski) – wspólnik Michała Kamińskiego. Ingrid Krüger (Karen Friesicke) – niemiecka znawczyni mody, szefowa europejskiego magazynu modowego. Choć jest stanowcza i bezkompromisowa, przychylnie zrecenzowała pierwszy pokaz marki FD Sportivo. Bogdan Zarzycki (Dariusz Jakubowski) – menedżer polskiej reprezentacji piłkarskiej. Próbuje załatwić podpisanie kontraktu Febo & Dobrzański z reprezentacją. Dorota (Paulina Klimaszewska) – sekretarka Aleksa Febo. Matylda Kłosiewicz i Teresa (Barbara Bystrzejewska i Karina Szafrańska) – księgowe w firmie Febo & Dobrzański. Artur Kaczmarek (Jacek Kopczyński) – fotograf. Zakochuje się w Violetcie, budząc zazdrość Sebastiana. Iwona Karasińska (Aleksandra Bednarz) – dyrektorka Europejskich Targów Mody, dawna kochanka Marka. Daniel Raczyński (Daniel Kasprowicz) – recepcjonista w firmie Febo & Dobrzański. Aldona Turek (Elżbieta Romanowska) – siostra Adama Turka. Kuba i Paweł (Marcin Zacharzewski i Maciej Zacharzewski) – bliźniacy i asystenci Pshemka. Majka Olkowicz (Joanna Osyda) – fotografka. Znajoma Uli ze studiów. |

## Historia emisji
Uwaga: tabela zawiera daty odnoszące się wyłącznie do pierwszej emisji telewizyjnej; w niniejszej sekcji nie uwzględniono ewentualnych prapremier w serwisach internetowych (np. Player).
| Seria      | Seria | Sezon       | Odcinki       | Odcinki       | Pierwsza emisja telewizyjna | Pierwsza emisja telewizyjna | Pierwsza emisja telewizyjna | Pierwsza emisja telewizyjna | Pierwsza emisja telewizyjna |
| Seria      | Seria | Sezon       | Odcinki       | Odcinki       | Początek emisji             | Koniec emisji               | Pora emisji                 | Stacja telewizyjna          | Średnia oglądalność         |
| ---------- | ----- | ----------- | ------------- | ------------- | --------------------------- | --------------------------- | --------------------------- | --------------------------- | --------------------------- |
| BrzydUla   |       |             |               |               |                             |                             |                             |                             |                             |
| 1.         | 1.    | 2008/2009   | 1–158 (158)   | 1–158 (158)   | 6 października 2008         | 29 maja 2009                | poniedziałek–piątek 17.55   | TVN                         | 2,50 mln                    |
| 2.         | 2.    | jesień 2009 | 159–235 (77)  | 159–235 (77)  | 7 września 2009             | 22 grudnia 2009             | poniedziałek–piątek 17.55   | TVN                         | 3,68 mln                    |
| BrzydUla 2 |       |             |               |               |                             |                             |                             |                             |                             |
| 1.         | 3.    | 2020/2021   | 1–153 (153)   | 236–388 (153) | 5 października 2020         | 21 maja 2021                | poniedziałek–piątek 20.00   | TVN 7                       | 805 tys.                    |
| 2.         | 4.    | 2021/2022   | 154–292 (139) | 389–527 (139) | 30 sierpnia 2021            | 23 grudnia 2021             | poniedziałek–czwartek 20.00 | TVN 7                       | 347 tys.                    |
| 2.         | 4.    | 2021/2022   | 154–292 (139) | 389–527 (139) | 17 stycznia 2022            | 26 maja 2022                | poniedziałek–czwartek 20.00 | TVN 7                       | 347 tys.                    |

## Produkcja
W kwietniu 2008 odbył się casting na odtwórczynię tytułowej roli w serialu. Choć spekulowano o obsadzeniu w roli Nataszy Urbańskiej, w czerwcu ogłoszono, że główną bohaterkę zagra Julia Kamińska. Reżyserką obsady została Małgorzata Adamska.
W czerwcu 2008 rozpoczęto zdjęcia do serialu. Serial kręcony był głównie w hali znajdującej się w podwarszawskich Łazach, jak również w kilku lokalizacjach w Warszawie, m.in. na terenie ogrodu botanicznego w Powsinie, Mostu Łazienkowskiego czy Parku Moczydło, jak również w podwarszawskich miejscowościach: Konstancinie-Jeziornie i Białobrzegach. Ekipa realizująca serial kilkukrotnie się zmieniała, a BrzydUlę reżyserowali: Wojciech Smarzowski, Robert Wichrowski, Filip Zylber, Marcin Krzyształowicz, Maciej Świerzawski, Jarosław Banaszek, Kinga Lewińska, Stanisław Kuźnik, Jędrzej Sierocki, Rafał Sisicki i Tomasz Szafrański. Głównym scenarzystą serialu był Piotr Jasek, nad scenariuszem współpracowali z nim: Wojciech Nerkowski, Katarzyna Zielińska, Darek Foks, Katarzyna Pisarzewska, Aleksandra Zielińska, Daria Rogozińska, Ewa Bulanda, Jakub Żulczyk, Bartłomiej Świderski, Iwona Siemieniuk, Monika Melanik, Agnieszka Jelonek, Karolina Szymczyk, Barbara Klicka, Maria Czubaszek, Cyprian Skała, Łukasz Orbitkowski, Piotr Głowacki, Robert Mąka, Anna Frątczak, Magdalena Wleklik, Dariusz Głowacki, Agnieszka Parzuchowska, Borys Janczarski i Julia Kamińska.
Motywem przewodnim serialu została piosenka Anny Jantar „Tyle słońca w całym mieście”, którą w nowej aranżacji nagrała Julia Kamińska. Dodatkowo na potrzeby serialu powstały trzy piosenki – „Mam nowy plan”, „Piosenka z głowy” i „Znowu przyszło mi płakać”, które nagrała Monika Brodka.
Po emisji pierwszych 26 odcinków serial przyniósł twórcom ponad 16 mln złotych zysku z reklam, a po emisji pierwszej serii – prawie 90 mln zł. Łącznie serial przyniósł 136,5 mln zł dochodu. Na fali popularności serialu, we wrześniu 2009 do sprzedaży trafiły płyty DVD z odcinkami serialu, w październiku 2009 ukazała się książka pt. „BrzydUla: Pamiętnik”, stylizowana na dziennik Uli Cieplak, a w styczniu 2010 ukazał się 36-stronnicowy dodatek do czasopisma „Świat seriali” pt. „Niezbędnik brzydulomaniaka”, zawierający m.in. plakaty, ciekawostki z planu oraz wywiady z twórcami serialu.
13 listopada 2018 scenarzysta Piotr Jasek potwierdził realizację nowych odcinków serialu. Scenariuszem zajęli się: Piotr Jasek, Agnieszka Jelonek, Julia Kamińska, Szymon Jachimek, Monika Leszek, Katarzyna Zielińska, Agata Sztechman, Łukasz Konopka i Izabela Aleksandrowicz. Za reżyserię odpowiadali: Radosław Dunaszewski, Marta Karwowska, Katarzyna Klimkiewicz, Marek Leszczewski, Grzegorz Jaroszuk oraz Marcin Bortkiewicz. Zdjęcia rozpoczęto w czerwcu 2020, zaś dwa miesiące później podano do informacji, że trzecia seria składać się będzie z 180 odcinków. Premiera odbyła się 5 października na antenie TVN 7, a trzy dni wcześniej na platformie Player udostępniono przedpremierowo pierwsze pięć odcinków. Na potrzeby serialu Julia Kamińska nagrała piosenkę „Kiedy ja”, a także zapowiedziała wydanie całego albumu z utworami. W lutym 2022 poinformowano, że serial zakończy się po finałowym sezonie emitowanym w wiosennej ramówce TVN 7.

## Odbiór

### BrzydUla
Serial spotkał się z przychylnym odbiorem wśród widzów. Pierwszy sezon oglądało średnio prawie 2,5 mln widzów, drugi – ponad 3,5 mln widzów. Ostatni odcinek serialu obejrzało ponad 5 mln widzów.
Redakcja Wirtualnej Polski uznała serial za „zabawny i kolorowy”, dodając, że jego „największym plusem jest dobra obsada”. Kamila Glińska z TeleMagazynu stwierdziła, że historia przedstawiona w serialu „wzrusza, bawi, ale i skłania do refleksji”, a także doceniła kreacje aktorskie Małgorzaty Sochy i Jacka Braciaka. W podobnym tonie wypowiedzieli się dziennikarze Onet.pl, który dodatkowo uznali BrzydUlę za jeden z pięciu najlepszych seriali 2009 roku, określając go jako „lekki, przyjemny, radosny i bajkowy”.
BrzydUla była motywem wielu artykułów naukowych; analizie poddawano m.in. fenomen serialu oraz komizm postaci Violetty Kubasińskiej, zwłaszcza komizm przekręcanych przez bohaterkę związków frazeologicznych i przysłów, które zyskały miano kultowych.
W sierpniu 2009 na terenie warszawskiego Parku Agrykola odbył się pierwszy oficjalny zlot fanów serialu, w którym uczestniczyła obsada i twórcy produkcji.
W styczniu 2010 serial został nagrodzony Telekamerą w kategorii „adaptacja serialu zagranicznego”, z kolei odtwórcy głównych ról – Julia Kamińska i Filip Bobek – odebrali statuetki dla najlepszej aktorki i najlepszego aktora.

### BrzydUla 2
Pierwsze cztery odcinki nowego sezonu (BrzydUla 2) zostały obejrzane premierowo na antenie TVN 7 przez średnio 1,02 mln widzów. Średnia oglądalność pierwszych piętnastu odcinków drugiej części serialu wyemitowanych na antenie TVN 7 wyniosła 898 tys. widzów. Premierowe odcinki emitowane w telewizji od 5 października do 18 grudnia 2020 średnio oglądało 871 tys. widzów, co znacząco podniosło udziały stacji TVN 7. Od 4 do 22 stycznia 2021 średnia oglądalność premierowych odcinków na antenie TVN 7 wyniosła 785 tys. widzów.  Cały sezon serialu emitowany od 5 października 2020 do 21 maja 2021 obejrzało średnio 804 tys. widzów.
BrzydUla 2 uzyskała nominację do Telekamery 2021 w kategorii Serial, a jego aktorzy – Filip Bobek i Małgorzata Socha – byli nominowani za swoje role kolejno w kategoriach Aktor i Aktorka. Podczas marcowej gali zostały przyznane nagrody dla serialu oraz aktorki.  
W okresie od 30 sierpnia do 16 września 2021 serial na antenie TVN 7 oglądało średnio 452 tys. widzów. W październiku 2021 poinformowano, że produkcja będzie emitowana również w ramówce wiosennej 2022. Drugi sezon BrzydUli 2 w okresie od 30 sierpnia do 23 grudnia 2021 oglądało średnio 412 tys. widzów, o 459 tys. widzów mniej niż rok wcześniej w analogicznym okresie. Nie cieszył się on także pozytywnym odbiorem ze strony widzów.
W kolejnym okresie liczba widzów na antenie stacji TVN 7 ponownie spadła - od 17 stycznia do 22 lutego 2022 produkcję oglądało średnio 353 tys. widzów. 
W sezonie trwającym w okresie od 30 sierpnia 2021 do 26 maja 2022, serial oglądało 347 tys. oglądających.